# Адам (Глазовський район)
Ада́м (рос. Адам) — присілок у складі Глазовського району Удмуртії, Росія.

## Населення
Населення — 799 осіб (2010; 817 в 2002).
Національний склад станом на 2002 рік:
- удмурти — 72 %
- росіяни — 26 %

## Господарство
У присілку діють поштове відділення, школа, дозвільний центр, ФАП, ДЮСШ, лижна база з готелем. Працюють відділення ТОВ «Чепца», 3 магазини, кафе «Едельвейс», оздоровчий табір «Звьоздочка».

## Урбаноніми[3]
- вулиці — Весняна, Воронезька, Друга, Жовтнева, Східна, Лісова, Лучна, Молодіжна, Нова, Перша, Польова, Радянська, Соснова, Третя, Чепецька, Четверта, Шкільна
- провулки — Лісовий, Тихий, Шкільний